# م. بویر
مانوئل سانتانا آگیار (پرتغالی: Manuel Santana Aguiar؛ ‏ ۱۱ اکتبر ۱۹۳۰ – ۳۰ مهٔ ۲۰۰۹) مشهور به م. بویر خواننده و بازیگر اهل گوا بود.
او مشارکت‌های برجسته‌ای در حوزهٔ تئاتر و نمایش به زبان کونکانی داشت و برندهٔ جوایز متعددی شد که از آن میان می‌توان به پادما شری اشاره کرد که در سال ۲۰۰۵ آنرا از ابوبکر زین‌العابدین عبدالکلام دریافت نمود.
از فیلم‌هایی که وی در آن‌ها نقش داشته است، می‌توان به بخت ما اشاره نمود.